# دائر دوري

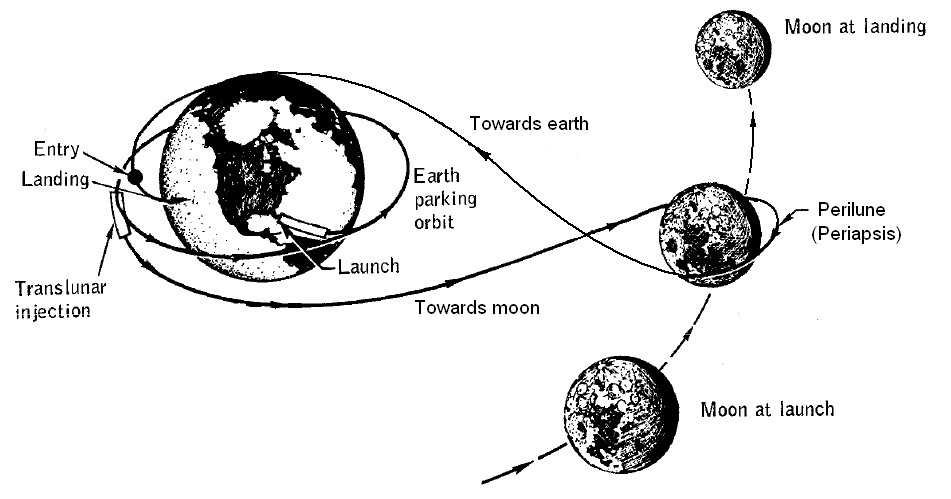
رسم تخطيطي لمسار العودة الحرة حول القمر (ليس حسب المقياس)، مرسوم على إطار مرجعي دوراني يدور بسرعة أكبر قليلًا من الشهر النجمي.

الدائر الدوري أو المركبة المدارية الدورية (بالإنجليزية: Cycler) هو مركبة فضائية محتملة تدور في مدار نقل مغلق ستمر بالقرب من جرمين سماويين على فترات منتظمة. يمكن استخدام الدائرات الدورية لنقل الإمدادات الثقيلة ودعم الحياة والوقاية من الإشعاع.